# CFE (Belgien)
 For alternative betydninger, se CFE. (Se også artikler, som begynder med CFE)
CFE er en belgisk byggekoncern. De har interesser i udvikling af fast ejendom, byggeri og renoveringer, ingeniørvidenskab og investeringer.
Virksomheden er børsnoteret på Euronext Brussels og 62,12 % er ejet af Ackermans & van Haaren og Vinci 12,11 %.
Compagnie Générale de Chemins de Fer Secondaires (CFE) blev etableret i 1880, som en virksomhed der bygger og forvalter jernbaner og sporvognsbaner.